# Обливательное крещение
Обливательное крещение (лат. affusio) — разновидность чина крещения, при котором не происходит погружения крещаемого под воду. В таком случае воду льют на голову крещаемого или, в крайнем случае, просто окропляют (лат. aspergere) его водой. Термин применяют, в основном, для противопоставления «погружательному» крещению.

## История
Крещение обливанием было известно ещё в первых веках христианства. В Дидахе (конец I века — начало II века) обливательное крещение считали допустимым в качестве исключения при отсутствии достаточного количества воды для совершения погружения. Киприан Карфагенский признавал действительность обливательного крещения, совершённого по причине болезни крещаемого.
К XIII веку обливание распространили на всём христианском Западе и начали распространять на Восток. На Руси повсеместное применение обливания было воспринято как католическое новшество. Владимирский собор 1274 года запретил крещение обливанием. На Московском соборе 1620 года обливательное крещение не признавали, в связи с чем всех католиков при присоединении к православию полагалось перекрещивать. Это постановление было отменено на Большом Московском соборе 1666—1667 годов, который заменил перекрещивание на миропомазание, фактически признав действительность обливательного крещения. Своё решение собор основывал на постановлении Константинопольского собора 1484 года о приёме католиков через миропомазание. Константинопольский собор 1756 года постановил принимать всех, кто не был крещён 3-кратным погружением, только через перекрещивание, но на практику Русской церкви это решение не повлияло.

## В традиции РПЦ
В Русской православной церкви обливательное крещение не считали нормальной практикой. Архиепископ Симферопольский Крымский Лука (Войно-Ясенецкий) писал, что «Крещение обливанием Православная восточная церковь допускала лишь в самых исключительных случаях, как, например, в тяжёлой болезни крещаемого, погружение которого невозможно, или над мучениками, заключёнными в темницу, где можно было иметь лишь очень немного воды». Обливательное крещение получило широкое распространение в Русской церкви только в советское время, когда не было возможности совершать крещения на открытых водоёмах, а устройство баптистериев было затруднительным. В постсоветское время её иерархия борется против безосновательного применения обливания.

## В других традициях
Единого мнения о признании действительности обливательного крещения, проведённого без острой необходимости, среди православных нет. Например, митрополит Пирейский Серафим (Мендзелопулос) отказывался признать обливательное крещение 500 студентов, совершённое иерархом Сербской церкви Афанасием (Ракитой). Иерей Даниил Сысоев считал, что решение в каждом конкретном случае должен принимать правящий архиерей.
Старообрядцы в большинстве своём не признают обливательного крещения. Поповские старообрядческие согласия при присоединении к ним обливательно крещённых православных, как правило, перекрещивают их погружательно. Беспоповцы же (кроме Спасова согласия) обычно перекрещивают всех, независимо от формы крещения. В русском языке для обозначения обливательно крёщенных существует пренебрежительное слово «обливанец», используемое старообрядцами.

## Критика погружательного крещения
Небезопасность погружения младенцев вызывает критику. В 2021 году в Румынии младенец умер во время православного обряда крещения, когда его трижды погрузили в купель с головой, после чего практика погружательного крещения младенцев приобрела немало критиков.